# Pyrlik

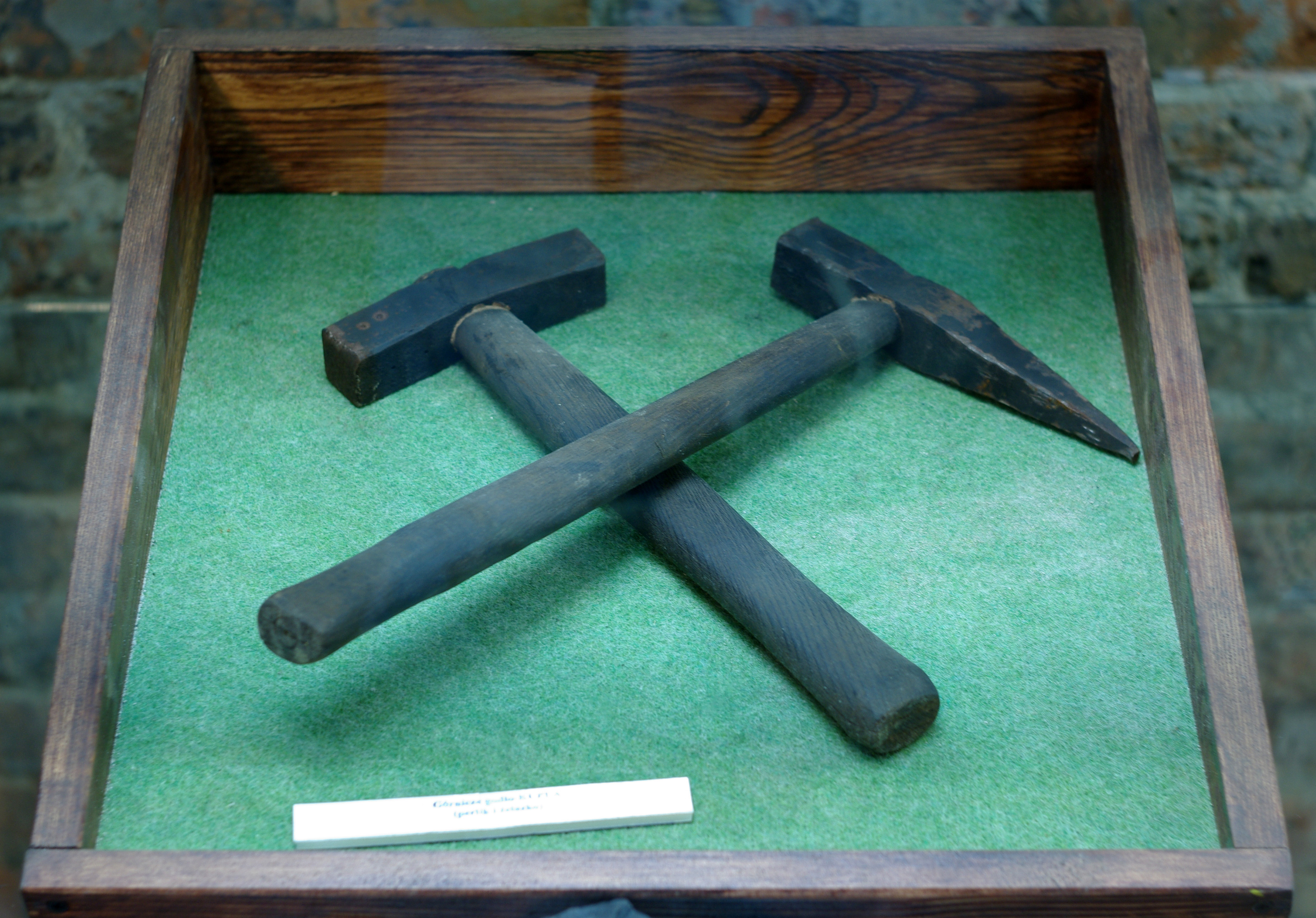
Pyrlik i (na nim) żelazko ułożone w godło górnicze

Pyrlik, żarg. perlik, daw. kijania, pucka – młotek górniczy o łukowatym kształcie i obustronnie gładkich, tępych obuchach, mniejszy od posułta. Służył do pobijania żelazka.
Razem z żelazkiem stanowi godło górnicze.